# Commodore Records
Commodore Records, fondé par Milt Gabler en 1938, est un label indépendant américain de jazz et swing Dixieland. Il est connu entre autres pour avoir sorti le tube Strange Fruit de Billie Holiday,.

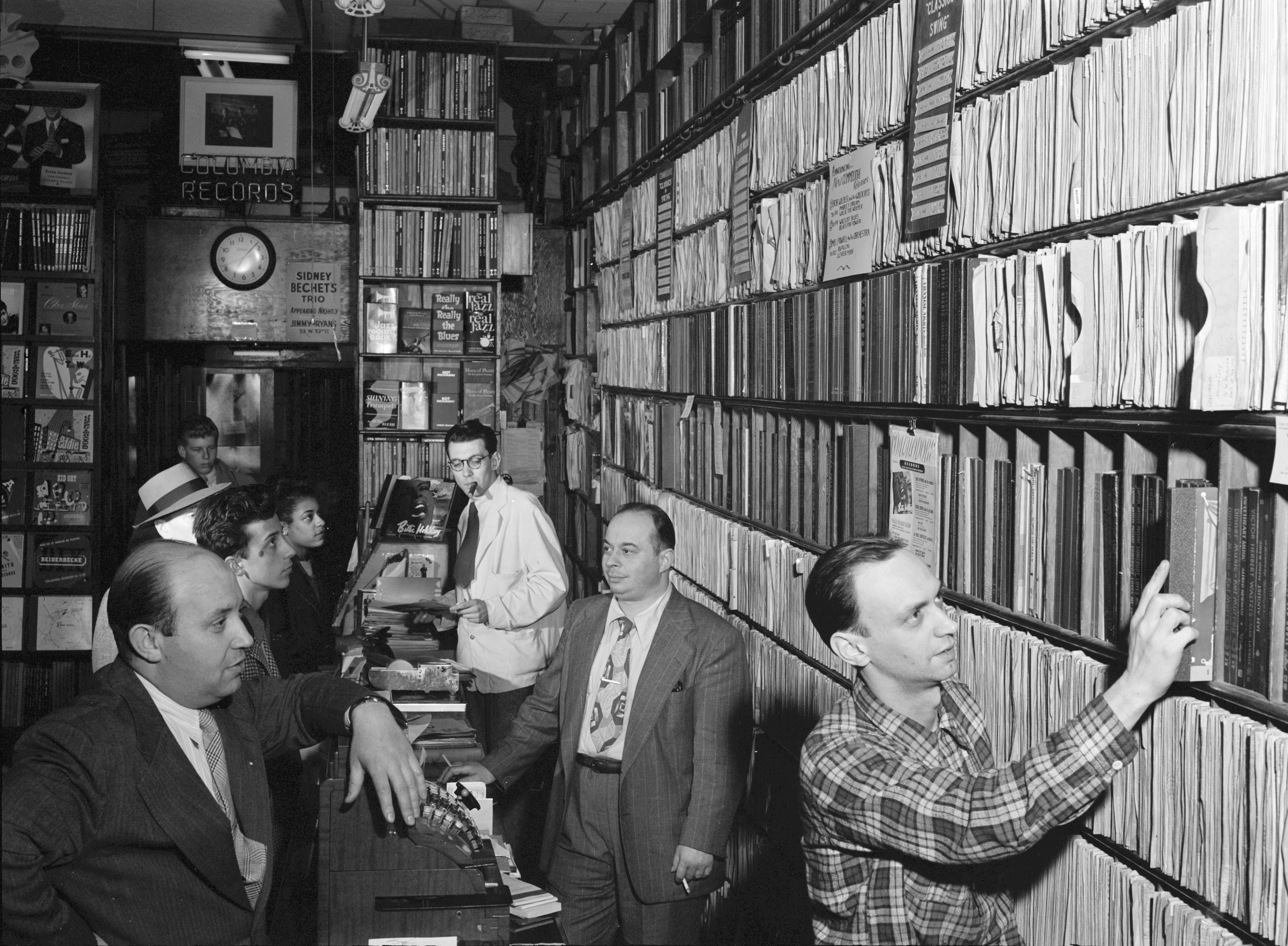
Milt Gabler en 1947 dans la boutique de Commodore Records.